# Arthur Edward Cumming
Arthur Edward Cumming VC OBE MC, škotski general, * 18. junij 1896, † 10. april 1971.